# Aanslag op de Nepalese koninklijke familie

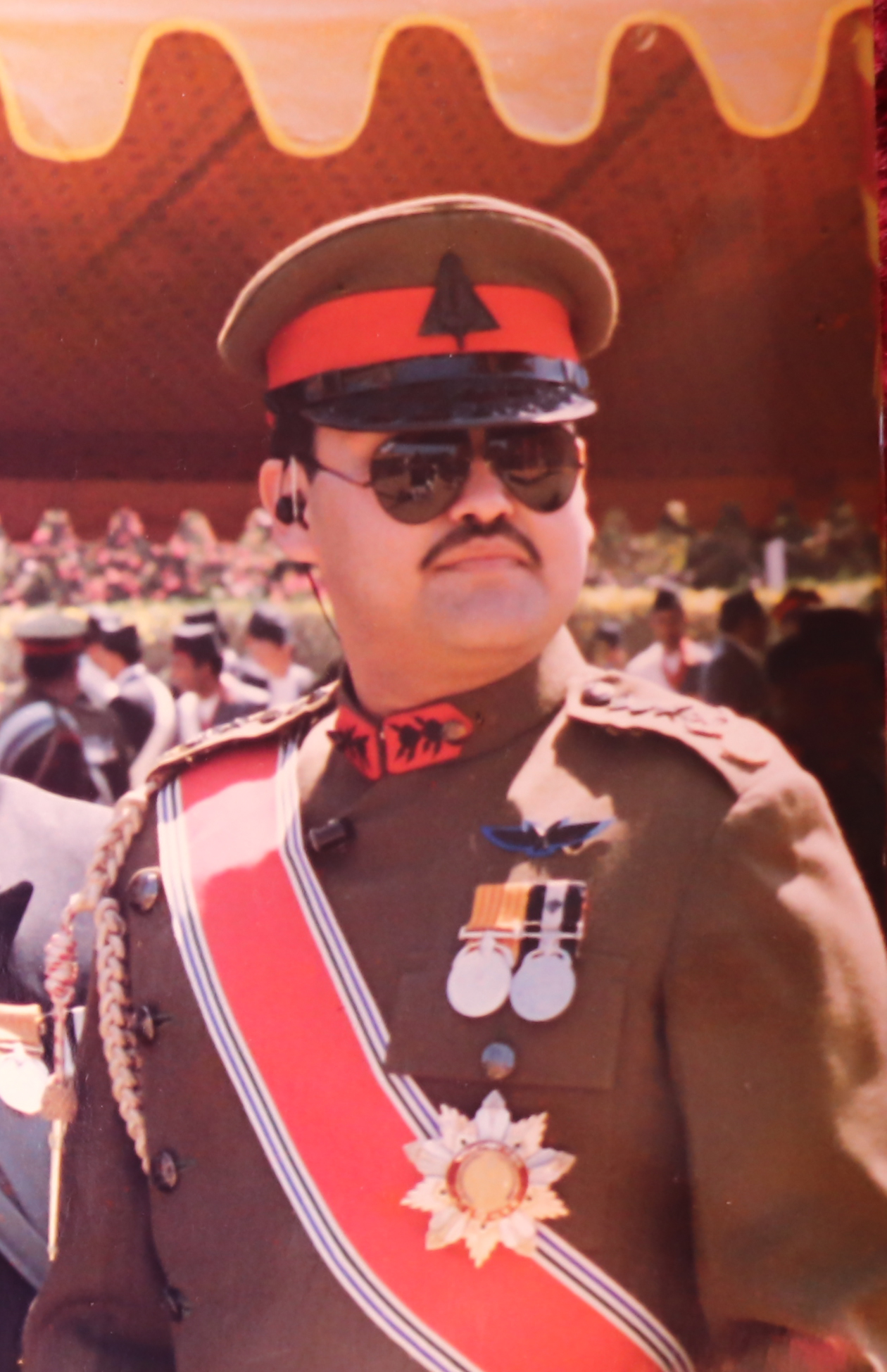
Kroonprins Dipendra

De aanslag op de Nepalese koninklijke familie vond plaats op 1 juni 2001 toen negen leden van de Nepalese koninklijke familie werden vermoord nadat kroonprins Dipendra in zijn residentie (de Tribhuwan Sadan) op het terrein van het Narayanhiti Paleis in Kathmandu (Nepal) met vuurwapens een moordpartij aanrichtte. Onder de doden bevonden zich koning Birendra en koningin Aishwarya. Ook vielen er enkele gewonden.
Dipendra schoot zich na de aanslag in het hoofd maar overleefde het. Hij werd gekroond tot koning terwijl hij in coma lag in het ziekenhuis, waar hij twee dagen later overleed.
Hij werd opgevolgd door Birenda's broer Gyanendra. Deze werd door zijn repressieve maatregelen al gauw impopulair, waardoor de Nepalese Burgeroorlog oplaaide. Uiteindelijk leidde dit tot het einde van de Nepalese monarchie in 2008.